# المپیک تابستانی ۲۰۲۸
بازی‌های المپیک تابستانی ۲۰۲۸، که به‌طور رسمی با عنوان «بازی‌های المپیاد سی‌وچهارم» و به‌صورت غیررسمی با نام «لس‌آنجلس ۲۰۲۸» یا «LA 28» شناخته می‌شود، یک رویداد بین‌المللی چندورزشی است که قرار است از ۱۴ تا ۳۰ ژوئیه ۲۰۲۸ (۲۴ تیر تا ۹ مرداد ۱۴۰۷) در ایالات متحده آمریکا برگزار شود. شهر لس‌آنجلس میزبان اصلی این بازی‌ها خواهد بود، اما رقابت‌هایی نیز در شهرهای مختلف منطقه کلان‌شهری لس‌آنجلس و همچنین در دو مکان فرعی در شهر اوکلاهما سیتی برگزار خواهد شد.
لس‌آنجلس در ابتدا برای میزبانی بازی‌های المپیک ۲۰۲۴ نامزد شده بود. اما با انصراف چندین نامزد دیگر، کمیته بین‌المللی المپیک (IOC) روندی را تصویب کرد که به موجب آن، میزبانی بازی‌های ۲۰۲۴ و ۲۰۲۸ به‌طور هم‌زمان به دو شهر باقی‌مانده، پاریس و لس‌آنجلس، واگذار شد؛ پاریس به عنوان میزبان سال ۲۰۲۴ برگزیده شد و لس‌آنجلس پذیرفت که میزبان دوره ۲۰۲۸ باشد.
لس‌آنجلس در تاریخ ۱۳ سپتامبر ۲۰۱۷، طی صد و سی‌ویکمین جلسه کمیته بین‌المللی المپیک در لیما، پرو، رسماً به‌عنوان میزبان انتخاب شد. این دوره از بازی‌ها، پنجمین المپیک تابستانی و نهمین المپیک در مجموع است که در ایالات متحده برگزار می‌شود. لس‌آنجلس که پیش‌تر در سال‌های ۱۹۳۲ و ۱۹۸۴ میزبان المپیک تابستانی بوده، اکنون به سومین شهری در جهان تبدیل می‌شود که سه بار میزبان این رقابت‌ها شده است؛ دو شهر دیگر لندن (۱۹۰۸، ۱۹۴۸، ۲۰۱۲) و پاریس (۱۹۰۰، ۱۹۲۴، ۲۰۲۴) هستند. لس‌آنجلس همچنین نخستین شهری خارج از اروپا است که سه بار میزبانی بازی‌های المپیک را بر عهده دارد. این بازی‌ها نخستین دوره المپیک تابستانی در دوران ریاست خانم «کیرستی کاوِنتری» بر کمیته بین‌المللی المپیک خواهند بود.
ورزش‌های اسکیت‌بورد، سنگ‌نوردی و موج‌سواری که برای نخستین بار در المپیک ۲۰۲۰ به‌صورت اختیاری حضور داشتند، اکنون به بخش ثابت برنامه رسمی المپیک تبدیل شده‌اند. در المپیک ۲۰۲۸، ورزش‌های پرچم‌فوتبال (گونه‌ای بدون برخورد از فوتبال آمریکایی) و اسکواش برای نخستین بار به‌عنوان ورزش‌های اختیاری وارد مسابقات خواهند شد. همچنین، بیسبال/سافتبال، کریکت (برای نخستین بار پس از سال ۱۹۰۰) و لاکراس (برای نخستین بار از سال ۱۹۰۸ به‌عنوان یک رشته مدال‌آور) به برنامه مسابقات بازمی‌گردند. رشته پنج‌گانه مدرن نیز قرار است با فرمت جدیدی برگزار شود که در آن، بخش پرش با اسب با رقابت‌های مانع‌نوردی جایگزین خواهد شد.

## روند گزینش
در ۱۶ سپتامبر ۲۰۱۵، کمیته بین‌المللی المپیک روند نامزدی و پنج شهر نامزد بازی‌های ۲۰۲۴ را اعلام کرد: بوداپست، هامبورگ، لس آنجلس، پاریس و رم.
بوداپست، هامبورگ و رم در نهایت عقب‌نشینی کردند و تنها لس آنجلس و پاریس باقی ماندند.
وضعیت مشابهی پیش از این در طول مناقصه بازی‌های المپیک زمستانی ۲۰۲۲ رخ داده بود، زمانی که کراکوف، لویو، اسلو و استکهلم عقب‌نشینی کردند، که منجر به تصمیم دو طرفه بین پکن، چین و آلماتی، قزاقستان شد و در نهایت پکن برنده را اعلام کرد. در ۳ آوریل ۲۰۱۷، در کنوانسیون IOC در دانمارک، مقامات المپیک با کمیته‌های پیشنهادی لس آنجلس و پاریس ملاقات کردند تا در مورد امکان نام بردن دو برنده در رقابت برای میزبانی بازی‌های تابستانی ۲۰۲۴ بحث کنند.
پس از این عقب‌نشینی‌ها، هیئت اجرایی IOC در لوزان، سوئیس، در ۹ ژوئن ۲۰۱۷ برای بحث در مورد فرآیندهای مناقصه ۲۰۲۴ و ۲۰۲۸ تشکیل جلسه داد.
IOC در سال ۲۰۱۷ رسماً پیشنهاد انتخاب شهرهای میزبان ۲۰۲۴ و ۲۰۲۸ را به‌طور همزمان داد، پیشنهادی که در نشست فوق‌العاده کمیته بین‌المللی المپیک در ۱۱ ژوئیه ۲۰۱۷ در لوزان تصویب شد. IOC فرآیندی را ایجاد کرد که در آن کمیته‌های مناقصه لس آنجلس و پاریس ۲۰۲۴ و IOC جلساتی را در ژوئیه ۲۰۱۷ برگزار کردند تا تصمیم بگیرند که کدام شهر در هر یک از دو سال میزبانی خواهد کرد.
پس از تصمیم برای اعطای بازی‌های ۲۰۲۴ و ۲۰۲۸ به‌طور همزمان، پاریس برای بازی‌های ۲۰۲۴ به مناسبت صدمین سالگرد بازی‌های المپیک تابستانی ۱۹۲۴ ترجیح داده شد. در ۳۱ ژوئیه ۲۰۱۷، IOC با ۱٫۸ میلیارد دلار بودجه اضافی از IOC، لس آنجلس را به عنوان تنها نامزد سال ۲۰۲۸ معرفی کرد،
اجازه می‌دهد تا پاریس به عنوان میزبان سال ۲۰۲۴ تأیید شود. در ۱۱ اوت ۲۰۱۷، شورای شهر لس آنجلس به اتفاق آرا به تأیید پیشنهاد داد.
در ۱۱ سپتامبر ۲۰۱۷، لس آنجلس تأیید رسمی از کمیسیون ارزیابی IOC دریافت کرد.
در ۱۳ سپتامبر ۲۰۱۷، لس آنجلس رسماً پس از رای اتفاق آرا توسط کمیته بین‌المللی المپیک، جایزه بازی‌های ۲۰۲۸ را دریافت کرد.IOC پیشنهاد لس آنجلس را به دلیل استفاده از تعداد بی‌سابقه امکانات موجود و موقت و تکیه کامل به بودجه شرکت‌ها ستود.
در ۱۶ اکتبر ۲۰۱۷، لس آنجلس ۲۰۲۸ تأییدیه رسمی ایالت کالیفرنیا را دریافت کرد.
در ۲۹ اوت ۲۰۱۸، مقامات المپیک برای یک بازدید دو روزه وارد شدند که شامل جلساتی با سازمان‌دهندگان محلی و بازدید از جدیدترین مکان‌های شهر بود.
در آن زمان، نظرسنجی‌های LMU و LA Times بیان کردند که بیش از ۸۸ درصد از آنجلنوها موافق میزبانی شهر بازی‌های المپیک و پارالمپیک ۲۰۲۸ بودند.
در مارس ۲۰۲۳، نظرسنجی انجام شده توسط دانشگاه سافولک و لس آنجلس تایمز نشان داد که ۵۷ درصد از آنجلنوها معتقدند بازی‌های المپیک برای شهر خوب است در حالی که ۲۰ درصد فکر می‌کنند تأثیر منفی خواهد داشت.
| شهر      | ملت                 | رأی          |
| -------- | ------------------- | ------------ |
| لس آنجلس | ایالات متحده آمریکا | به اتفاق آرا |

## توسعه و آماده‌سازی
مانند بازی‌های المپیک تابستانی ۱۹۸۴، بازی‌های المپیک تابستانی ۲۰۲۸ در اکثر مکان‌های اطراف لس آنجلس بزرگ میزبانی خواهد شد. پیشنهاد شهر متکی بر اکثر مکان‌ها و مکان‌هایی بود که قبلاً در دست ساخت بوده یا بدون توجه به بازی‌ها برنامه‌ریزی شده بودند. اکثر مکان‌ها به دسته‌هایی معروف به «پارک‌های ورزشی» تقسیم می‌شوند که در مرکز شهر لس‌آنجلس، دره سن فرناندو، کارسون (در دانشگاه ایالتی کالیفرنیا، دومینگوئز هیلز) و لانگ بیچ واقع شده‌اند. هیچ مکان دائمی جدیدی به‌طور خاص برای بازی‌ها ساخته نمی‌شود. مانند بازی‌های تابستانی ۱۹۸۴، دهکده المپیک در محوطه دانشگاه UCLA واقع خواهد شد، در حالی که USC دهکده رسانه خواهد بود.

## ورزشگاه‌ها و زیرساخت‌ها

### پارک ورزش‌های داون‌تاون
| ورزشگاه                                    | ورزشگاه                                                                                     | رویداد                                                                                      | ظرفیت                          | وضعیت                  |
| ------------------------------------------ | ------------------------------------------------------------------------------------------- | ------------------------------------------------------------------------------------------- | ------------------------------ | ---------------------- |
| Exposition Park / دانشگاه کالیفرنیای جنوبی | گلن سنتر (USC Sports Center)                                                                | بدمینتون                                                                                    | ۱۰٬۲۵۸                         | موجود                  |
| Exposition Park / دانشگاه کالیفرنیای جنوبی | گلن سنتر (USC Sports Center)                                                                | ژیمناستیک                                                                                   | ۱۰٬۲۵۸                         | موجود                  |
| Exposition Park / دانشگاه کالیفرنیای جنوبی | ورزشگاه شنا لس آنجلس (1932 Pool in Exposition Park)                                         | شیرجه                                                                                       | ۵٬۰۰۰                          | موجود با صندلی‌های موقت |
| Exposition Park / دانشگاه کالیفرنیای جنوبی | ورزشگاه یادبود کولیسیم لس آنجلس                                                             | دو و میدانی                                                                                 | ۶۰٬۰۰۰                         | موجود، بازسازی         |
| Exposition Park / دانشگاه کالیفرنیای جنوبی | ورزشگاه یادبود کولیسیم لس آنجلس                                                             | مراسم افتتاحیه/اختتامیه (پیشنهاد شده)                                                       | ۶۰٬۰۰۰                         | موجود، بازسازی         |
| Exposition Park / دانشگاه کالیفرنیای جنوبی | ورزشگاه بی‌ام‌او (Stadium in Exposition Park)                                                 | فلگ فوتبال                                                                                  | ۲۲٬۰۰۰                         | موجود                  |
| Exposition Park / دانشگاه کالیفرنیای جنوبی | ورزشگاه بی‌ام‌او (Stadium in Exposition Park)                                                 | لاکراس                                                                                      | ۲۲٬۰۰۰                         | موجود                  |
| Exposition Park / دانشگاه کالیفرنیای جنوبی | دانشگاه کالیفرنیای جنوبی                                                                    | دهکده رسانه، مرکز اصلی رسانه‌ای                                                              | دهکده رسانه، مرکز اصلی رسانه‌ای | موجود                  |
| L.A. Live                                  | استیپلز سنتر (Downtown Arena)                                                               | بوکس (فینال)                                                                                | ۱۸٬۰۰۰                         | موجود                  |
| L.A. Live                                  | استیپلز سنتر (Downtown Arena)                                                               | ژیمناستیک (هنری و ترامپولین)                                                                | ۱۸٬۰۰۰                         | موجود                  |
| L.A. Live                                  | مرکز گردهمایی لس آنجلس                                                                      | شمشیربازی                                                                                   | ۷٬۰۰۰                          | موجود با صندلی‌های موقت |
| L.A. Live                                  | مرکز گردهمایی لس آنجلس                                                                      | تکواندو                                                                                     | ۷٬۰۰۰                          | موجود با صندلی‌های موقت |
| L.A. Live                                  | مرکز گردهمایی لس آنجلس                                                                      | تنیس روی میز                                                                                | ۵٬۰۰۰                          | موجود با صندلی‌های موقت |
| L.A. Live                                  | مرکز گردهمایی لس آنجلس                                                                      | جودو                                                                                        |                                | موجود با صندلی‌های موقت |
| L.A. Live                                  | مرکز گردهمایی لس آنجلس                                                                      | کشتی                                                                                        |                                | موجود با صندلی‌های موقت |
| L.A. Live                                  | مرکز گردهمایی لس آنجلس                                                                      | TBD                                                                                         |                                | موجود با صندلی‌های موقت |
| L.A. Live                                  | تماشاخانه پیکاک                                                                             | بوکس (مقدماتی)                                                                              | ۷٬۱۰۰                          | موجود                  |
| L.A. Live                                  | تماشاخانه پیکاک                                                                             | وزنه‌برداری                                                                                  | ۷٬۱۰۰                          | موجود                  |
| Figueroa Street                            | "Olympic Way" with vendors and entertainment connecting Exposition Park / USC and L.A. Live | "Olympic Way" with vendors and entertainment connecting Exposition Park / USC and L.A. Live | —                              | موقت                   |
| Grand Park                                 | Grand Park                                                                                  | دو و میدانی (پیاده‌روی سرعت)                                                                 | ۵٬۰۰۰                          | موقت                   |
| ورزشگاه داجر                               | ورزشگاه داجر                                                                                | بیسبال                                                                                      | ۵۶٬۰۰۰                         | موجود                  |

### پارک ورزش‌های ولی
The Valley Sports Park will host events at temporary venues in the Sepulveda Basin Recreation Center in the دره سن فرناندو.
| ورزشگاه                   | رویداد                        | ظرفیت | وضعیت |
| ------------------------- | ----------------------------- | ----- | ----- |
| منطقه تفریحی حوزه سپولودا | بسکتبال ۳ نفره                | TBD   | موقت  |
| منطقه تفریحی حوزه سپولودا | بی‌ام‌اکس نمایشی/بی‌ام‌اکس رقابتی | TBD   | موقت  |
| منطقه تفریحی حوزه سپولودا | بی‌ام‌اکس نمایشی/بی‌ام‌اکس رقابتی | TBD   | موقت  |
| منطقه تفریحی حوزه سپولودا | پنج‌گانه مدرن                  | TBD   | موقت  |
| منطقه تفریحی حوزه سپولودا | اسکیت‌بردینگ                   | TBD   | موقت  |

### پارک ورزش‌های لانگ بیچ

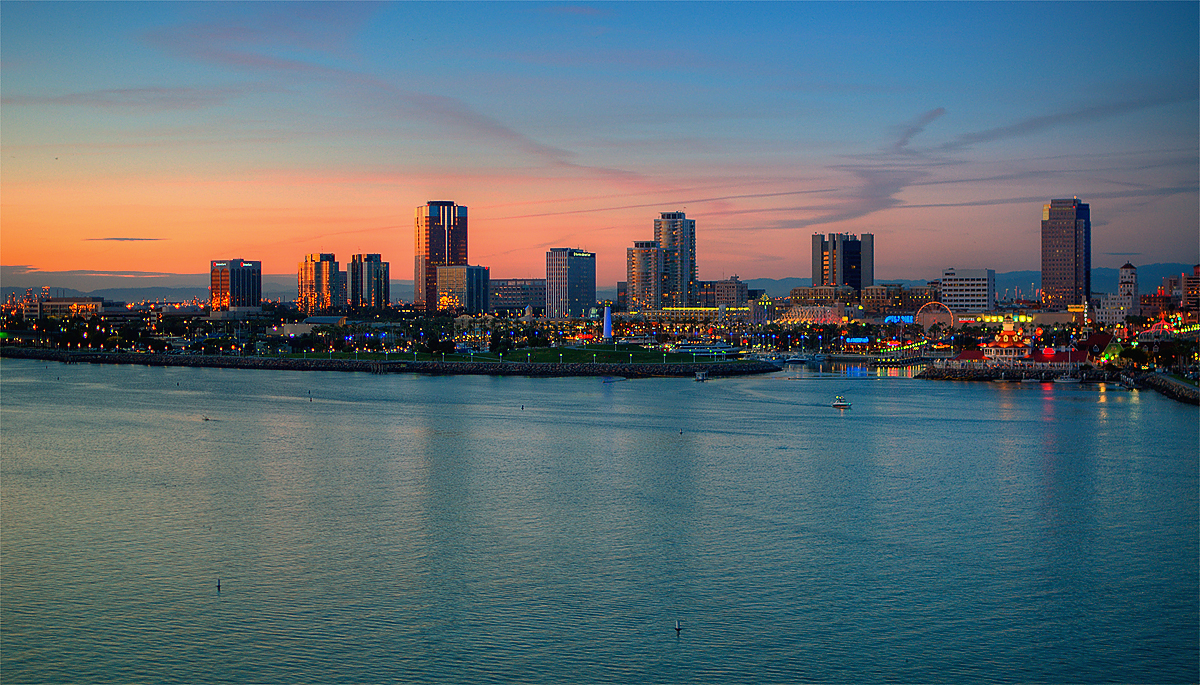
Long Beach

| ورزشگاه                        | رویداد           | ظرفیت  | وضعیت                 |
| ------------------------------ | ---------------- | ------ | --------------------- |
| مرکزشهر لانگ بیچ               | روئینگ           | —      | موقت                  |
| مرکزشهر لانگ بیچ               | شنای ماراتن      | —      | موقت                  |
| مرکز همایش لانگ بیچ            | تیراندازی        | TBD    | موقت                  |
| مرکز همایش لانگ بیچ لوت        | شنای موزون       | TBD    | موقت                  |
| مرکز همایش لانگ بیچ لوت        | واترپلو          | TBD    | موقت                  |
| مرکز همایش لانگ بیچ لوت        | سنگ‌نوردی         | TBD    | موقت                  |
| لانگ بیچ آرنا                  | هندبال           | ۱۴٬۰۰۰ | موجود                 |
| ساحل الامیتاس، لانگ بیچ        | والیبال ساحلی    | TBD    | موقت                  |
| Belmont Veterans Memorial Pier | قایقرانی بادبانی | ۶٬۰۰۰  | موجود و صندلی‌های موقت |
| ورزشگاه دریایی لانگ بیچ        | روئینگ           | ۱۴٬۰۰۰ | موجود و صندلی‌های موقت |
| ورزشگاه دریایی لانگ بیچ        | قایقرانی اسپرینت | ۱۴٬۰۰۰ | موجود و صندلی‌های موقت |

### وست‌ساید

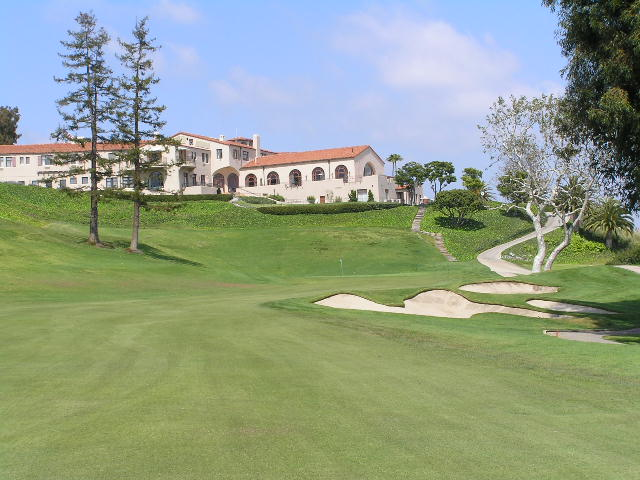
Riviera Country Club

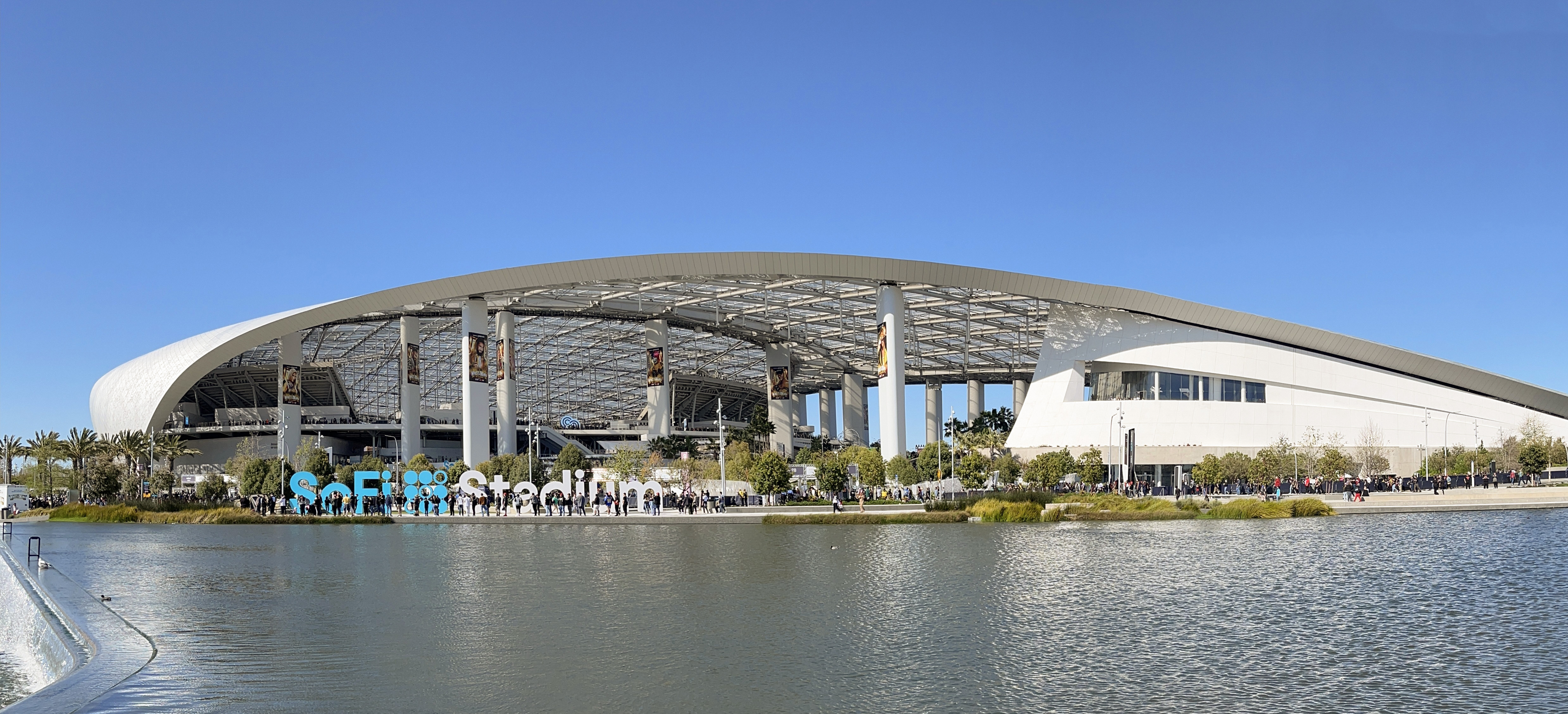
SoFi Stadium

| ورزشگاه                           | رویداد                                              | ظرفیت          | وضعیت                 |
| --------------------------------- | --------------------------------------------------- | -------------- | --------------------- |
| سانتا مونیکا و ونیز               | دو و میدانی (ماراتن)                                | TBD            | موجود و صندلی‌های موقت |
| سانتا مونیکا و ونیز               | دوچرخه‌سواری (جاده)                                  | TBD            | موجود و صندلی‌های موقت |
| سانتا مونیکا و ونیز               | ورزش سه‌گانه                                         | TBD            | موجود و صندلی‌های موقت |
| Riviera Country Club              | گلف                                                 | ۳۰٬۰۰۰         | موجود و صندلی‌های موقت |
| دانشگاه کالیفرنیا                 | Olympic Village and Olympic Village Training Center | —              | موجود                 |
| ورزشگاه سوفای (Inglewood Stadium) | مراسم‌های افتتاحیه/اختتامیه (پیشنهادی)               | ۷۰٬۲۴۰–۱۰۰٬۲۴۰ | موجود                 |
| ورزشگاه سوفای (Inglewood Stadium) | شنا                                                 | ۳۸٬۰۰۰         | موجود و صندلی‌های موقت |
| اینتویت دوم (Inglewood Arena)     | بسکتبال                                             | ۱۸٬۰۰۰         | موجود                 |

### ورزشگاه‌های کالیفرنیای جنوبی

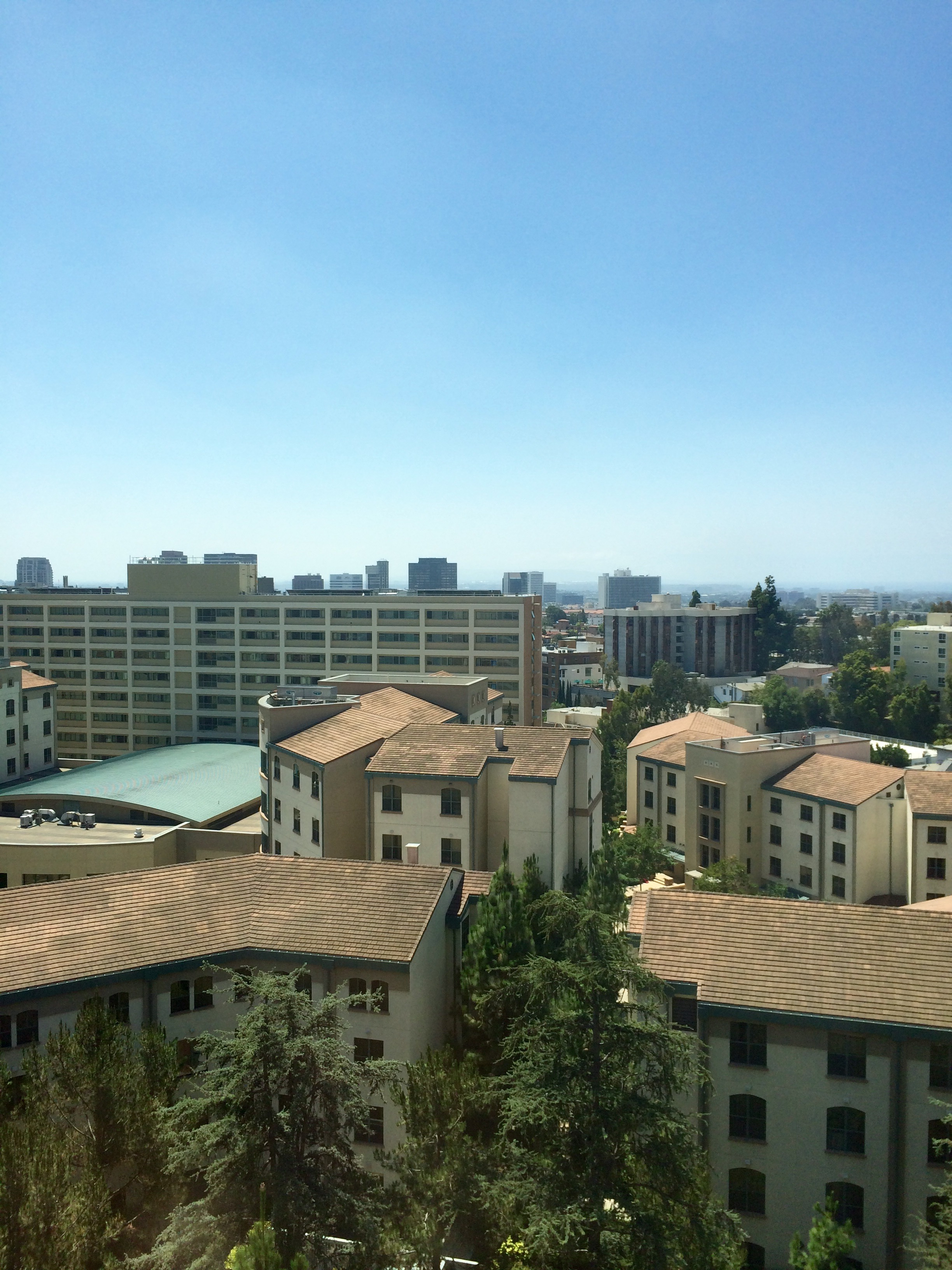
UCLA student housing site of the Olympic Village

| ورزشگاه                                                          | موقعیت                    | رویداد                                           | ظرفیت  | وضعیت                  |
| ---------------------------------------------------------------- | ------------------------- | ------------------------------------------------ | ------ | ---------------------- |
| سانتا آنیتا پارک                                                 | آرکادیا                   | سوارکاری                                         | TBD    | موجود با صندلی‌های موقت |
| LA Clays Shooting Sports Park (Shotgun Center in South El Monte) | سوت ال مونته              | تیراندازی                                        | TBD    | موجود                  |
| Frank G. Bonelli Regional Park                                   | سان دیماس                 | دوچرخه‌سواری (کوهستان) (پیشنهادی)                 | ۳٬۰۰۰  | موقت                   |
| Santa Monica Mountains National Recreation Area                  | کوه‌های سانتا مونیکا       | دوچرخه‌سواری (کوهستان) (پیشنهادی)                 | ۲٬۰۰۰  | موقت                   |
| Fairplex (Fairgrounds in Pomona)                                 | پومونا                    | کریکت                                            | TBD    | موقت                   |
| هوندا سنتر (Arena in Anaheim)                                    | آناهایم                   | والیبال                                          | ۱۸٬۶۰۹ | موجود                  |
| کی‌ان‌بی‌سی/Universal Studios Lot                                   | یونیورسال سیتی            | International Broadcast Center/Main Press Center | —      | موجود                  |
| کی‌ان‌بی‌سی/Universal Studios Lot                                   | یونیورسال سیتی            | اسکواش                                           | TBD    | موجود با صندلی‌های موقت |
| Trestles                                                         | سن کلمنته/شهرستان سن دیگو | موج‌سواری                                         | TBD    | موقت                   |

### اکلاهما سیتی
| ورزشگاه                                    | موقعیت       | رویداد             | ظرفیت  | وضعیت                  |
| ------------------------------------------ | ------------ | ------------------ | ------ | ---------------------- |
| ورزشگاه دوون پارک (Oklahoma Softball Park) | اکلاهما سیتی | سافت‌بال            | ۱۳٬۰۰۰ | موجود                  |
| Riversport OKC (Whitewater Center)         | اکلاهما سیتی | قایقرانی (اسلالوم) | ۸٬۰۰۰  | موجود با صندلی‌های موقت |

### ورزشگاه‌های فوتبال
طبق طرح پیشنهاد میزبانی المپیک تابستانی ۲۰۲۸ لس‌آنجلس، ورزشگاه‌های فوتبال باید در لس‌آنجلس بزرگ و سایر شهرهای نزدیک در کالیفرنیا واقع شوند. کمیته سازماندهی میتواند حداکثر هفت ورزشگاه برای میزبانی مسابقات معرفی کند. طبق وب‌سایت مسابقات، هفت ورزشگاه در حال بررسی هستند.
ورزشگاه تأیید شده
| ورزشگاه        | موقعیت  | رویداد                                                                      | ظرفیت  | وضعیت |
| -------------- | ------- | --------------------------------------------------------------------------- | ------ | ----- |
| ورزشگاه رز بول | پاسادنا | یک چهارم نهایی، نیمه نهایی مردان، نیمه نهایی زنان، فینال مردان و فینال زنان | ۸۹٬۷۰۲ | موجود |

ورزشگاه‌های بالقوه خارج از لس آنجلس بزرگ
| ورزشگاه                                | مکان        | رویداد                                                             | ظرفیت  | وضعیت |
| -------------------------------------- | ----------- | ------------------------------------------------------------------ | ------ | ----- |
| Snapdragon Stadium (San Diego Stadium) | سن دیگو     | 10 group matches, quarterfinals                                    | ۳۵٬۰۰۰ | موجود |
| PayPal Park (San Jose Stadium)         | سن خوزه     | 8 group matches (temporary or permanent expansion possible)        | ۱۸٬۰۰۰ | موجود |
| ورزشگاه استنفورد                       | استنفورد    | 8 group matches, quarterfinals, men's semifinal, women's 3rd place | ۵۰٬۴۲۴ | موجود |
| ورزشگاه لیوایز (Santa Clara Stadium)   | سانتا کلارا | 8 group matches, quarterfinals, women's semifinal, men's 3rd place | ۶۸٬۵۰۰ | موجود |
| California Memorial Stadium            | برکلی       | 8 group matches (if the field meets فیفا standards)                | ۵۲٬۴۲۸ | موجود |

## ورزش‌ها
- ورزش‌های آبی
  -  شنای موزون (۲)
  -  شیرجه (۸)
  -  شنا در آب‌های آزاد (۲)
  -  شنا (۴۱)
  -  واترپلو (۲)
- تیراندازی با کمان (۶)
- دو و میدانی (۴۸)
- بدمینتون (۵)
- بیسبال/سافت‌بال
  -  بیسبال (1)
  -  سافت‌بال (1)
- بسکتبال
  - بسکتنال (2)
  - بسکتبال ۳ نفره (2)
- بوکس (۱۴)
- قایقرانی
  - اسلالوم (6)
  - اسپرینت (10)
- کریکت (۲)
- دوچرخه‌سواری
  - بی‌ام‌اکس نمایشی (2)
  - بی‌ام‌اکس رقابتی (2)
  - کوهستان (2)
  - جاده (4)
  - پیست (12)
- سوارکاری
  - درساژ (2)
  - اونتینگ (2)
  - پرش (2)
- شمشیربازی (۱۲)
- هاکی روی چمن (۲)
- فلگ فوتبال (۲)
- فوتبال (۲)
- گلف (۳)
- ژیمناستیک
  - هنری (15)
  - ریتمیک (2)
  - ترامپولین (2)
- هندبال (۲)
- جودو (۱۵)
- لاکراس (۲)
- پنج‌گانه مدرن (۲)
- روئینگ
  - روئینگ (12)
  - روئینگ ساحلی (3)
- راگبی ۷ نفره (۲)
- قایقرانی بادبانی (۱۰)
- تیراندازی (۱۵)
- اسکیت‌بردینگ (۴)
- سنگ‌نوردی (۶)
- اسکواش (۲)
- موج‌سواری (۲)
- تنیس روی میز (۶)
- تکواندو (۸)
- تنیس (۵)
- ورزش سه‌گانه (۳)
- والیبال
  - والیبال (2)
  - والیبال ساحلی (2)
- وزنه‌برداری (۱۰)
- کشتی
  - آزاد (12)
  - فرنگی (6)

## پوشش زنده مسابقات
- برزیل – گلوبو گروپ[۵۰]
- کانادا – سی‌بی‌سی[۵۱]
- چین – سی ام جی[۵۲]
- ژاپن – Japan Consortium[۵۳]
- کره جنوبی – جی‌تی‌بی‌سی[۵۴]
- ایالات متحده آمریکا – ان‌بی‌سی[۵۵]